# SoHo
O SoHo é um bairro de Manhattan, na cidade de Nova York. Seu nome é a abreviação de South of Houston, indicando que se trata da região ao sul da rua Houston, e um trocadilho com o conhecido bairro do Soho, em Londres.
Notável por ser o local onde muitos artistas possuem lofts. No bairro existem galerias de arte, e também, mais recentemente uma grande variedade de lojas e estabelecimentos comerciais que vão desde boutiques de moda a lojas de luxo nacional e cadeias de lojas internacionais. A história da região é um exemplo arquetípico de regeneração do centro da cidade, abrangendo desenvolvimentos sócio-econômicos, culturais, arquitectónicos e políticos.

## Demografia
Segundo o censo nacional de 2020, a sua população é de 7 421 habitantes e houve um decréscimo populacional na última década de -0,6%.
Residentes abaixo de 18 anos de idade representam 9,3%. Foi apurado que 7,7% são hispânicos ou latinos (de qualquer raça), 75,5% são brancos não hispânicos, 1,7% são negros/afro-americanos não hispânicos, 9,2% são asiáticos não hispânicos, 0,8% são de alguma outra raça não hispânica e 5,1% são não hispânicos de duas ou mais raças.
Possui 5 204 residências, um aumento de 6,7% em relação ao censo anterior, onde deste total, 17,0% das unidades habitacionais estão desocupadas. A média de ocupação é de 1,7 pessoas por residência.

## Distrito Histórico
Quase todo o SoHo está incluído no SoHo-Cast Iron Historic District, o qual foi designado pela Comissão para a Preservação de Monumentos Históricos de Nova Iorque em 1973 e ampliado em 2010. O bairro foi designado, em 29 de junho de 1978, um distrito do Registro Nacional de Lugares Históricos, bem como, em 2 de junho de 1978, um Marco Histórico Nacional.
É composto por 26 blocos e cerca de 500 edifícios, muitos deles incorporando ferro fundido aos elementos arquitetônicos. As ruas laterais do bairro são notáveis por serem pavimentadas com blocos belgas.
Essa forma de abreviar foi posteriormente adotada para outras áreas da cidade:
- NoHo - a região ao norte da rua Houston
- TriBeCa - Triangle below Canal (Triângulo abaixo da Canal Street)
- Nolita - A região ao norte de Little Italy.
- DUMBO - Down Under the Manhattan Bridge Overpass, uma área do Brooklyn